# 要のある音楽
要のある音楽（かなめのあるおんがく）は、1998年4月からJFN系列（JFNC制作）で放送されているラジオ番組。パーソナリティはスターダストレビューの根本要。

## 概要
スターダストレビューの根本要が、新旧洋邦問わず、様々な時代の音楽を、独自の視点で検証・分析し、紹介する30分番組。根本曰く「教養音楽講座」。
番組のオープニングでは、「男と女の出会いのように、音との出会いもまた素晴らしきものなり。あぁ本物にめぐり会いたい、裏から表、そして根元まで、筋の通った音楽をお届け致しましょう。それがこの…」と根本本人の声があった後「要のある音楽〜!」と観客の歓声で始まるのが恒例となっている。
根本は同じJFNで1997年ごろまで火曜21:00 - 21:55（一部地域を除く）に『根本から音楽』のパーソナリティを務めていて、その終了後あまり間を開けずにスタートした番組であるため、本番組は『根本から音楽』の事実上の後継番組ともなっている。
基本的にゲストは呼ばず、根本が1人で進行するが、まれにスターダスト・レビューのメンバーなどゲストを呼ぶ場合もある。過去には、550回記念にギタリストの西慎嗣などが出演している。
AuDee内にある、アプリ専用の音声ポッドキャストの「要のある公園」では、放送で読まれなかったメールなどを紹介している。（AuDee専用アプリのみお聴きできる。）

### コーナー
ネモトーク
- リスナーからのハガキなどの質問に答えるコーナー。このコーナーのみで30分間進行する回（ネモトークスペシャル）もある。採用された人には、番組特製ステッカーと、根本本人の使用済み匂い付き特製ギターピックがプレゼントされたが、ノベルティ切れになり、新しいステッカー2種類セットでのプレゼントになった。ちなみに、コーナー開始時の決め台詞は「あなた〜の便り〜と、絡み〜合い〜♪」である。

## 番組の歴史
- 1998年4月 - 放送開始。
- 2002年11月 - 番組解説本『要のある音楽 完全攻略』が発売される。
- 2003年4月 - 番組放送開始5周年。
- 2006年10月 - 放送500回を達成。
- 2008年4月 - 番組放送開始10周年。
- 2009年9月 - 最終週放送回で600回達成。
- 2013年4月 - 番組放送開始15周年。
- 2017年5月 - 放送1000回を達成。1000回目の放送ではお祝いに、デビュー当時からの盟友・親友のChage[注 1]が登場した。
- 2018年4月 - 番組放送開始20周年。
- 2023年4月 - 番組放送開始25周年。

## ネット局
2023年5月現在。放送時間の早い順から記載。
全局、「radiko」・「radiko.jpプレミアム」聴取可能。
30分版の地域では通常3曲放送されるのに対して、25分版の地域では通常2曲の放送となっている。その一方で、エンディングは30分版・25分版を問わず共通となっている。

### 現在
| 放送対象地域   | 放送局名                         | 放送時間               | 備考                |
| -------------- | -------------------------------- | ---------------------- | ------------------- |
| 福井県         | 福井エフエム放送（FM FUKUI）     | 毎週水曜 5:00 - 5:30   | [ 注 3 ]            |
| 鹿児島県       | エフエム鹿児島（μFM）            | 毎週水曜 21:00 - 21:30 | [ 注 4 ]            |
| 石川県         | エフエム石川（HELLO FIVE）       | 毎週金曜 17:00 - 17:30 | [ 注 5 ]            |
| 群馬県         | エフエム群馬（FM GUNMA）         | 毎週土曜 5:30 - 6:00   | [ 注 6 ]            |
| 広島県         | 広島エフエム放送（HFM）          | 毎週土曜 5:30 - 6:00   | [ 注 7 ]            |
| 宮城県         | エフエム仙台（Date fm）          | 毎週土曜 11:30 - 11:55 | [ 注 8 ]            |
| 徳島県         | エフエム徳島（FM TOKUSHIMA）     | 毎週土曜 19:00 - 19:30 | [ 注 9 ]            |
| 富山県         | 富山エフエム放送（FMとやま）     | 毎週土曜 20:30 - 21:00 |                     |
| 山口県         | エフエム山口（FMY）              | 毎週土曜 20:30 - 20:55 |                     |
| 香川県         | エフエム香川（FM香川）           | 毎週土曜 26:00 - 26:30 |                     |
| [ 注 10 ]      | InterFM897                       | 毎週日曜 5:00 - 5:30   | [ 注 11 ]           |
| 新潟県         | エフエムラジオ新潟（FM-NIIGATA） | 毎週日曜 5:00 - 5:30   | [ 注 12 ]           |
| 青森県         | エフエム青森（AFB）              | 毎週日曜 6:00 - 6:30   | [ 注 13 ]           |
| 福島県         | エフエム福島（ふくしまFM）       | 毎週日曜 7:00 - 7:30   | [ 注 14 ]           |
| 岐阜県         | エフエム岐阜（FM GIFU）          | 毎週日曜 9:00 - 9:30   | [ 注 15 ]           |
| 高知県         | エフエム高知（Hi-Six）           | 毎週日曜 9:00 - 9:30   | [ 注 16 ]           |
| 滋賀県         | エフエム滋賀（e-radio）          | 毎週日曜 18:30 - 18:55 | [ 注 17 ]           |
| 宮崎県         | エフエム宮崎（JOY FM）           | 毎週日曜 18:30 - 18:55 | [ 注 18 ]           |
| 島根県・鳥取県 | エフエム山陰（V-air）            | 毎週日曜 18:30 - 19:00 | [ 注 19 ]           |
| 岡山県         | 岡山エフエム放送（FM OKAYAMA）   | 毎週日曜 20:00 - 20:30 | [ 注 20 ]           |
| 沖縄県         | エフエム沖縄（FM沖縄）           | 毎週日曜 21:00 - 21:30 | [ 注 21 ]           |
| 栃木県         | エフエム栃木（RADIO BERRY）      | 毎週月曜 20:00 - 20:30 | [ 注 22 ] [ 注 23 ] |
| 長崎県         | エフエム長崎（FM Nagasaki）      | 毎週月曜 20:00 - 20:30 |                     |
| 熊本県         | エフエム熊本（FMK）              | 毎週月曜 20:00 - 20:30 |                     |
| 兵庫県         | 兵庫エフエム放送（Kiss FM KOBE） | 毎週月曜 21:00 - 21:30 | [ 注 24 ]           |
| 大分県         | エフエム大分（Air-Radio FM88）   | 毎週火曜 15:00 - 15:30 | [ 注 25 ]           |
| 大阪府         | エフエム大阪（FM大阪）           | 毎週火曜 20:00 - 20:30 | [ 注 26 ]           |

### 過去
| 放送対象地域 | 放送局名                       | 備考      |
| ------------ | ------------------------------ | --------- |
| 岩手県       | エフエム岩手（FM IWATE）       | [ 注 27 ] |
| 秋田県       | エフエム秋田（AFM）            | [ 注 28 ] |
| 山形県       | エフエム山形（Rhythm Station） | [ 注 29 ] |
| 福岡県       | エフエム福岡（FM FUKUOKA）     |           |
| 佐賀県       | エフエム佐賀（FMS）            |           |

## 関連書籍
- 要のある音楽 完全攻略 - シンコーミュージック・エンタテイメント（2002年11月28日）ISBN 9784401617845